# لوكاس توريرا
لوكاس سباستيان دي باسكويا (من مواليد 11 فبراير 1996) هو لاعب كرة قدم من الأوروغواي يلعب كلاعب وسط دفاعي لصالح غلطة سراي التركي، ويلعب أيضًا مع منتخب الأوروغواي لكرة القدم.

## روابط خارجية
- لوكاس توريرا على موقع الاتحاد الأوربي (الإنجليزية)
- لوكاس توريرا على موقع اتحاد تركيا (لاعب) (الإنجليزية)
- لوكاس توريرا على موقع قاعدة بيانات كرة القدم.إي يو (الإنجليزية)
- لوكاس توريرا على موقع ليكيب (الفرنسية)
- لوكاس توريرا على موقع ناشيونال فوتبول تيمز (الإنجليزية)
- لوكاس توريرا على موقع Soccerbase.com (لاعب) (الإنجليزية)
- لوكاس توريرا على موقع Soccerway.com (الإنجليزية)
- لوكاس توريرا على موقع عالم كرة القدم.نت (الإنجليزية)
- لوكاس توريرا على موقع AS.com (الإسبانية)